# 라스트 씬
《라스트 씬》은 2019년에 개봉한 대한민국의 영화이다.

## 캐스팅
- 정진아
- 김형운
- 성호준
- 이현아
- 정진아
- 김도란
- 김슬기

## 수상
- 2018년 제23회 부산국제영화제 와이드 앵글
- 2018년 제44회 서울독립영화제 특별초청
- 2018년 제20회 부산독립영화제 부산독립장편영화
- 2019년 제14회 파리한국화제 페이사쥬
- 2020년 제7회 들꽃영화상 민들레상